# Алфред Гузенбауер
Алфред Гузенбауер (на немски: Alfred Gusenbauer) е австрийски политик и канцлер на Австрия от 2007 до 2008 година.

## Биография
Гузенбауер е роден на 8 февруари 1960 г. в Санкт Пьолтен в провинция Долна Австрия. Учи в гимназия във Визелбург и следва политически науки, философия и юриспруденция във Виенския университет, където получава докторска степен по политически науки през 1987 г.
Той е федерален лидер на младежкото крило на Социалдемократическата партия на Австрия, Социалистическата младеж (SJ) от 1984 до 1990 г.; заместник-председател на Международния съюз на социалистическата младеж от 1985 до 1989 г. и заместник-председател на Социалистическия интернационал през 1989 г. След това е назначен за старши научен сътрудник в отдела за икономическа политика на секцията на Долна Австрия на Камарата на труда от 1990 г. до 1999 г.
След продължителни преговори Гузенбауер става канцлер на 11 януари 2007 г. начело на коалиция Социалдемократическа партия на Австрия-Австрийска народна партия.
След това продължава кариерата си като консултант и преподавател, и като член на надзорни съвети на австрийски компании.
|  | Тази страница частично или изцяло представлява превод на страницата Alfred Gusenbauer в Уикипедия на английски. Оригиналният текст, както и този превод, са защитени от Лиценза „Криейтив Комънс – Признание – Споделяне на споделеното“, а за съдържание, създадено преди юни 2009 година – от Лиценза за свободна документация на ГНУ. Прегледайте историята на редакциите на оригиналната страница, както и на преводната страница, за да видите списъка на съавторите. ВАЖНО: Този шаблон се отнася единствено до авторските права върху съдържанието на статията. Добавянето му не отменя изискването да се посочват конкретни източници на твърденията, които да бъдат благонадеждни. |